# Jorge González
Pour l’article homonyme, voir Jorge González (danseur).
Jorge González (né le 31 janvier 1966 à Formosa en Argentine, mort le 22 septembre 2010 à General José de San Martín, est un joueur de basket-ball et un catcheur (lutteur professionnel) argentin. Il commence à jouer au basket en Argentine et fait partie de son équipe nationale de basket-ball pour les championnats sud-américain de 1986 avant de participer à la draft de la NBA en 1988 où les Hawks d'Atlanta le choisissent au troisième tour.
Il ne se montre pas assez rapide pour jouer et Ted Turner, le propriétaire des Hawks lui propose de devenir catcheur à la World Championship Wrestling. Il y débute en 1990 et y reste jusqu'en 1992 en n'y remportant aucun championnat mais se distingue néanmoins et reçoit de la part du magazine Pro Wrestling Illustrated le titre de 2e Rookie de 1990 derrière Steve Austin. En 1993, il rejoint la World Wrestling Federation où il est le rival de l'Undertaker et quitte la fédération à l'été. Il rejoint ensuite la New Japan Pro Wrestling avant d'arrêter sa carrière en 1995.

## Carrière de basket-ball
En raison de sa taille, González s'intéresse au basketball et intègre les divisions de jeune de l'Hindú Club puis le Club de Gimnasia y Esgrima La Plata grâce à la recommandation de León Najnudel (en). Najnudel, qui est alors sélectionneur de l'équipe d'Argentine, le convoque pour le championnat d'Amérique du Sud en 1985 en Colombie.
En 1988, les Hawks d'Atlanta le choisissent au troisième tour de la draft. Cependant, le staff juge ses aptitudes limitées et il ne joue aucun match.

## Carrière de catcheur

### World Championship Wrestling (1990-1993)
En novembre 1989, Ted Turner le propriétaire des Hawks ainsi que celui de la World Championship Wrestling (WCW), lui propose de s'entraîner auprès d'Hiro Matsuda. Il débute sous le nom d'El Gigante le 7 juillet 1990 au cours du Great American Bash où il fait équipe avec Junkyard Dog et Paul Orndorff et remportent par disqualification leur match face aux Four Horsemen (Arn Anderson, Barry Windham et Sid Vicious). Gigante ne lutte pas et reste dans le coin de son équipe pendant tout le match. C'est la seule apparition télévisé d'El Gigante qui lutte ensuite dans des spectacles non retransmis à la télévision. En fin d'année, il reçoit de la part du magazine Pro Wrestling Illustrated le titre de 2e Rookie de l'année derrière Steve Austin.
Le 21 mars 1991 au cours de NJPW Starrcade 1991 In Tokyo Dome, il bat Cat Hughes (en) en un peu plus de deux minutes. Il devient le rival de Sid Vicious qu'il bat dans un Stretcher match le 19 mai au cours de SuperBrawl I.

### World Wrestling Federation (1993)
González arrive à la WWF sous le nom de Giant Gonzales ; il est managé par Harvey Wippleman. González porte un costume lui donnant l'air de l'abominable homme des neiges, avec une musculature et des poils sur le corps. Au Royal Rumble 1993, il intervient dans la bataille royale et attaque The Undertaker. The Undertaker bat González au WrestleMania IX par disqualification, Giant Gonzales endormant the Undertaker avec du chloroforme.
À SummerSlam 1993, après sa défaite face à The Undertaker, le Giant se tourne vers Wippleman et lui porte un chokeslam, mettant un terme à leur association. Plus tard il s'attaque au duo Wippleman et Adam Bomb. Il quitte la WWF en octobre 1993.

### New Japan Pro Wrestling (1993-1995)
Son dernier match a eu lieu le 8 février 1995, face à The Great Muta à la New Japan Pro Wrestling.

## Filmographie

### Cinéma
- 1993 : Thunder in Paradise : Terremoto
- 1994 : Thunder in Paradise II : Terremoto

### Télévision
- 1992 : Swamp Thing (Série TV) : M'tama
- 1993 : Alerte à Malibu (Baywatch) (Série TV) : Manny
- 1994 : Caraïbes offshore (Série TV) : Terremoto / Mortador
- 1994 : Hercule et le Monde des ténèbres (Hercules in the Underworld) (Téléfilm) : Eryx le boxeur

## Mort
Il décède le 22 septembre 2010 des complications du diabète dont il souffrait depuis plusieurs années.

## Récompenses des magazines
- Power Slam
  - Most Abysmal Wrestler of the Year (1993)
- Pro Wrestling Illustrated
  - 2e Rookie de l'année 1990[10]
- Wrestling Observer Newsletter awards
  - Pire rivalité de l'année 1993 contre The Undertaker[16]